# الحزب الماركسي اللينيني في كيبك
الحزب الماركسي اللينيني في كيبك (بالفرنسية: Parti marxiste–léniniste du Québec)‏ ،PMLQ هو حزب سياسي انفصالي ماركسي لينيني من كيبك في كندا. هو فرع كيبك للحزب الشيوعي الكندي (الماركسي اللينيني). خاض مرشحو الحزب الانتخابات العامة في كيبك في الأعوام 1973 و1981 ومنذ عام 1989 تحت أسماء مختلفة: الحزب الشيوعي في كيبك (الماركسي اللينيني)، والحزب الماركسي اللينيني (كيبك)، والحزب الماركسي اللينيني في كيبك.
في عام 2002، اندمجت ثلاثة أحزاب سياسية يسارية (التجمع من أجل البديل التدريجي، وحزب الديمقراطية الاشتراكية والحزب الشيوعي في كيبك) لتشكيل اتحاد القوى التقدمية. ومع ذلك، رفض الحزب الانضمام إليهم، وقد كان له مرشحين في انتخابات كيبك 2003 و2007 و2008 و2012.
زعيم الحزب هو ويليام كويسنيل.

## نتائج الانتخابات
| الانتخابات العامة                              | عدد المرشحين          | مجموع الأصوات         | النسبة المئوية من الأصوات الشعبية |
| ---------------------------------------------- | --------------------- | --------------------- | --------------------------------- |
| 1973 الحزب الشيوعي في كيبك (الماركسي اللينيني) | 15                    | 1،325                 | %0.04                             |
| 1976                                           | لم يتم ترشيح المرشحين | لم يتم ترشيح المرشحين | لم يتم ترشيح المرشحين             |
| 1981 الحزب الماركسي اللينيني في كيبك           | 40                    | 3،299                 | %0.09                             |
| 1985                                           | لم يتم ترشيح المرشحين | لم يتم ترشيح المرشحين | لم يتم ترشيح المرشحين             |
| 1989 (الحزب الماركسي اللينيني في كيبك)         | 30                    | 4،245                 | %0.12                             |
| 1994 (الحزب الماركسي اللينيني في كيبك)         | 13                    | 1،171                 | %0.03                             |
| 1998 (الحزب الماركسي اللينيني في كيبك)         | 24                    | 2،747                 | %0.07                             |
| 2003 (الحزب الماركسي اللينيني في كيبك)         | 23                    | 2،749                 | %0.07                             |
| 2007 (الحزب الماركسي اللينيني في كيبك)         | 24                    | 2،091                 | %0.05                             |
| 2008 (الحزب الماركسي اللينيني في كيبك)         | 23                    | 2،980                 | %0.09                             |
| 2012 (الحزب الماركسي اللينيني في كيبك)         | 25                    | 1،988                 | %0.05                             |
| 2014 (الحزب الماركسي اللينيني في كيبك)         | 24                    | 2،016                 | %0.05                             |
| 2018 (الحزب الماركسي اللينيني في كيبك)         | 24                    | 1،708                 | %0.01                             |

## روابط خارجية
- موقع الحزب الماركسي اللينيني في كيبك
- معلومات تاريخية للجمعية الوطنية
- سياسة كيبك على الويب